# Studniční hora
Studniční hora lub Studničná hora (niem. Brunnenberg, Brandkoppe lub Steinboden, 1554 m n.p.m.) – wzniesienie w Sudetach Zachodnich w czeskiej części pasma Karkonoszy.

## Położenie
Wzniesienie położone jest na obszarze czeskiego Karkonoskiego Parku Narodowego (Krkonošský národní park, KRNAP), na południowy zachód od Śnieżki, w środkowej części wierzchowiny Karkonoszy we wschodniej części Czeskiego Grzbietu.
Jest to bardzo charakterystyczne wzniesienie, trzecie pod względem wysokości w Karkonoszach, położone nad ścianą polodowcowych kotłów. Góra zbudowana z łupków krystalicznych, o kopulastym kształcie, z niewyraźnie zaznaczonym szczytem przekraczającym dolną granicę piętra alpejskiego (1450 m n.p.m.). Zbocze północne i zachodnie opadają łagodnie. Północne schodzi w kierunku Bílá louki, a zachodnie schodzi w kierunku szczytu Lučni hora, tworząc niewielkie siodło. Zbocze południowe i wschodnie są zboczami stromymi, zbocze wschodnie ostro opada w kierunku Velká i Malá Studniční jamá oraz Úpská jáma, a południowe stromo opada w kierunku Modry důl ("niebieska dolina"). Zbocza i szczyt zalegają hale i górskie łąki, tylko zbocze wschodnie porośnięte jest kosodrzewiną. Na wschodniej ścianie występują cenne formy botaniczne oraz geologiczne, polodowcowe kotły, Čertův hřeben, Čertova rokle, Čertova zahrádka. Wschodnie i południowe zbocza są lawinowe.
Na południowym zboczu po Modry důl topniejący śnieg na polu lawinowym utrzymuje się aż do początku lata, a kształt śnieżnego pola przypomina kontury byłej Republiki Czechosłowackiej – stąd nazwa „mapa republiki”.
Wierzchołek nie jest dostępny dla turystów, nie prowadzi na niego żaden szlak turystyczny. Znakowanym szlakiem dojść można do Pomnika Ofiar Gór (Památník obětem hor, 1509 m n.p.m.) na szerokim siodle Niebieskiej Przełęczy (czes. Modré sedlo).
U północnego podnóża góry na Bílá louce poniżej Równi pod Śnieżką ma źródła Biała Łaba (czes. Bílé Labe).